# Vice-président de l'État de Palestine
Vice-président de l'État de Palestine (en arabe : نائب رئيس دولة فلسطين) est la deuxième plus haute fonction de l'exécutif du gouvernement palestinien (en), après celle du président, et la première dans la ligne de succession présidentielle.  Comme dans d'autres pays dotés d'un vice-président, si le président décède, démissionne ou n'est pas en mesure d'achever son mandat, le vice-président devient président. 
Le président a le pouvoir de nommer le vice-président parmi les membres du comité exécutif de l'Organisation de libération de la Palestine, sur proposition du président du comité et avec l'approbation de ses membres. Le président peut confier des tâches au vice-président, le relever de ses fonctions ou accepter sa démission.
Le poste est créé le 24 avril 2025, lors d'une session du Conseil central palestinien (en),. La décision est approuvée par 170 membres présents, avec une voix contre et une abstention. La sélection a lieu le 26 avril lors d'une réunion du comité exécutif, au cours de laquelle l'actuel secrétaire Hussein al-Sheikh se voit attribuer le poste.